# Campionati nordici di lotta 2019
I campionati nordici di lotta 2019 si sono svolti a Kristiansund, in Norvegia, dal 1 all'11 maggio 2019.

## Podi

### Lotta greco-romana maschile
| Evento | Oro              | Argento             | Bronzo           |
| 55 kg  | Anders Rønningen | Snorre Lund         | —                |
| 63 kg  | Juuso Latvala    | Ardit Fazljija      | Virgil Bica      |
| 67 kg  | Håvard Jørgensen | Pål Eirik Gundersen | Denis Bolunov    |
| 72 kg  | Artem Shalapov   | Vegard Jørgensen    | Simon Erlandsson |
| 77 kg  | Per Anders Kure  | Sakke Purolainen    | Andre Isberg     |
| 82 kg  | Bogdan Kourinnoi | Exauce Mukubu       | Jarno Ålander    |
| 87 kg  | Emil Sandahl     | Albin Frid          | Ruben Been       |
| 97 kg  | Arvi Savolainen  | Felix Baldauf       | Pontus Lund      |
| 130 kg | Artur Vititin    | Nikola Milatovic    | —                |

### Lotta libera femminile
| Evento | Oro              | Argento         | Bronzo     |
| 53 kg  | Sofia Mattsson   | Silje Kippernes | —          |
| 57 kg  | Grace Bullen     | Sofia Aak       | —          |
| 62 kg  | Johanna Mattsson | Henna Johansson | Moa Nygren |
| 76 kg  | Iselin Solheim   | —               | —          |

## Medagliere
Paese ospitante.
| Pos.   | Paese     | Oro | Argento | Bronzo | Totale |
| ------ | --------- | --- | ------- | ------ | ------ |
| 1      | Norvegia  | 5   | 8       | 1      | 14     |
| 2      | Svezia    | 4   | 3       | 5      | 12     |
| 3      | Finlandia | 3   | 1       | 1      | 5      |
| 4      | Estonia   | 1   | 0       | 1      | 2      |
| Totale | Totale    | 13  | 12      | 8      | 33     |